# Знак военного лётчика (Пруссия)
Знак военного лётчика (нем. Militär-Flugzeugführer-Abzeichen) — квалификационный знак военного лётчика Пруссии.

## Учреждение
Знак учреждён императором Вильгельмом II в день своего рождения 27 января 1913 года для ношения лётчиками и отличия их от наземных военнослужащих.

## Вручение и обладание знаком
Знак вручался всем солдатам, унтер-офицерам и офицерам, включённым в список военных лётчиков соответствующей авиационной службы Пруссии. Первый экземпляр знака выдавался за казённый счет. Первоначальное вручение знака происходило по факту сдачи квалификационных экзаменов на право управлять летательным аппаратом. В последующем вручение происходило после выполнения первых боевых вылетов. Некоторые германские пилоты получили знак после перемирия в 1917 году.
Знак подлежал изъятию в случае исключения из списков военных лётчиков, а в случае списания с лётной должности по ранению и при наличии выдающихся заслуг знак сохранялся у своего владельца.

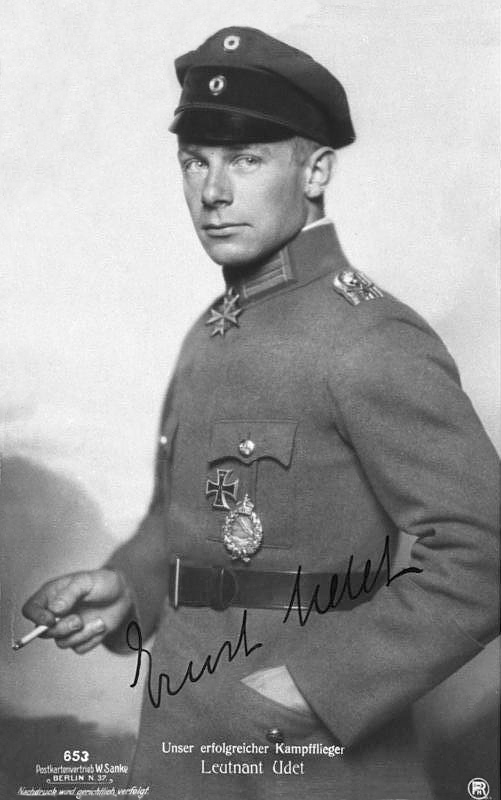
На снимке Эрнста Удета знак расположен на левой стороне груди ниже Железного Креста.

В случаях когда лётчик служил на нелётных должностях, данный знак носился пока лётчик оставался в списках лётного состава и проходил по несколько раз в год квалификационную переаттестацию на звание военного лётчика. При увольнении в запас военные лётчики имели право на ношение знака, если входили в списочный состав лётного состава и обязывались по первому требованию проходить квалификационную переаттестацию и, при необходимости, переподготовку.
В апреле 1920 года после окончательной ликвидации военной авиации Германии процедура вручения квалификационных знаков продолжалась до 31 января 1921 года. Выпуск знаков продолжался до конца Второй Мировой войны. Летчики-ветераны Первой Мировой войны имели возможность приобрести знак при предъявлении соответствующего документа. Общее количество пилотских знаков, выпущенных с 1913 года, точно не известно ввиду потери документов во время бомбардировок Второй Мировой войны. Считается, что общее количество выданных знаков составляло десятки тысяч.

## Ношение
Знак носился на левой стороне мундира.

## Форма и описание знака
Знак изготовлен из мельхиора, на заколке, без клейма. В венке под кайзеровской короной — рельефное изображение военного аэроплана.